# توماس بيل
توماس بيل (بالإنجليزية: Thomas Bell)‏ (و. 1785 – 1860 م) هو، من المملكة المتحدة لبريطانيا العظمى وإيرلندا، ولد في نيوكاسل أبون تاين، توفي في نيوكاسل أبون تاين، عن عمر يناهز 75 عاماً.